# 통지
통지(通知)는 특정인 또는 불특정다수인에게 특정 사실을 알리는 행위이다.

## 통지행위
|                        |
| 행정행위               |
| 행정행위의 분류        |
| 법률행위적 행정행위    |
| 하명 · 허가            |
| 면제 · 특허            |
| 대리 · 인가            |
| 준법률행위적 행정행위  |
| 확인행위 · 공증행위    |
| 통지행위 · 수리행위    |
| 성립요건               |
| 주체 · 내용            |
| 절차 · 형식            |
| 행정행위의 부관의 종류 |
| 조건 · 기한            |
| 부담 · 취소권 유보     |
| 법률효과의 일부배제    |

자체가 일정한 법률효과를 발생시키는 행정행위이다. 여기서 말하는 통지는 그 자체가 독립한 행정행위인 것으로 특정한 법규명령 또는 행정행위의 효력발생요건으로서의 공포, 교부 또는 송달과 구별되며 아무런 법적효과도 결부되지 않은 사실행위로서의 통지와 구별된다. 통지는 관념의 통지일 때도 있고(특허출원공고), 의사의 통지일 때도 있다(대집행의 계고).

## 종류
어떤 사실이 관한 관념의 통지, 의사의 통지가 있다. 어느 경우에 통지라는 행정청의 작용에 법률이 일정한 법적 효과를 결부시키는 것이 불과하다.
| 구분        | 종류                                                                                        | 대상적격 |
| ----------- | ------------------------------------------------------------------------------------------- | -------- |
| 관념의 통지 | 특허출원의 공고, 토지 수용에 있어서의 사업인정의 고시 귀화의 고시, 공무원의 당연퇴직통보 등 | 없음     |
| 의사의 통지 | 대집행의 계고, 대집행의 실행통지, 납세독촉 등                                               | 있음     |

## 처분성
통지행위 중 관념의 통지는 처분성이 인정되지 않으나, 의사의 통지는 처분성이 인정된다(통설·판례). 즉, 행정대집행법상의 대집행의 계고, 대집행영장에 의한 실행통지 또는 국세징수법통지행위는 행정소송의 대상이 된다.

## 판례
- 수도권매립지관리공사는 행정소송법에서 정한 행정청 또는 그 소속기관이거나 그로부터 제재처분의 권한을 위임받은 공공기관이 아니므로, 공사가 한 제재처분은 행정처분이 아니라 단지 갑을 자신이 시행하는 입찰에 참가시키지 않겠다는 뜻의 사법상의 효력을 가지는 통지에 불과하다[2]

## 같이 보기
- 수리 (受理)

## 주해
1. ↑  사업인정의 처분성 여부에 대하여 법률적 성질상의 견해의 대립(준법률적 행정행위 대 설권적 행정행위)이 있는 것이지, 그것의 고시는 준법률적행정행위이라는 점에서 이론의 여지가 없다. 따라서 사업인정의 고시는 사업인정의 발효요건에 불과하며 고시로써 수용대상의 확정을 결과한다.
2. ↑  2010무137